# Føyno
Føyno este o insulă situată în partea de vest a Norvegiei, în fiordul Bømla, la rândul său extensie sud-vestică a fiordului Hardanger. Pe insulă se întâlnesc două poduri și un tunel subacvatic ce aparțn arterei de circulație E39. Turism.